# Frankovka
Frankovka je sorta grožđa s porijeklom iz središnje Europe, te ju svojataju kao autohtonu skoro sve države s ovog područja, uključujući i Hrvatsku.
Vino je intenzivne rubin crvene boje, srednje gustoće i osvježavajućeg voćnog okusa. Prosječan postotak alkohola za ovu sortu je 12%.
Poslužuje se blago rashlađeno (16°C) uz jača tj. pikantnija jela. 
Ostali nazivi: Frankinja, Moravka, Frankonia, Blaufränkisch, Blauer Limberger, Lemberger, Limberger, Kékfrankos.

## Vanjske poveznice
- Mali podrum  Arhivirana inačica izvorne stranice od 28. rujna 2007. (Wayback Machine) - Frankovka; hrvatska vina i proizvođači